# Jessica Cleaves
Jessica Cleaves (* 10. Dezember 1948 in Los Angeles, Kalifornien; † 2. Mai 2014 ebenda) war eine US-amerikanische Sängerin und Songwriterin. Cleaves war von 1968 bis 1975 Lead-Sängerin von The Friends of Distinction.

## Leben und Karriere
Jessica Cleaves wurde 1948 als Tochter der Bibliothekarin Gladys Mary Cleaves  und des US-Postal-Mitarbeiters Lane C. Cleaves II. geboren. Ihr Großvater väterlicherseits, C. Lane Cleaves Sr., war präsidierender Bischof der Phillips Temple Church, CME.
Das Gesangs-Quartett The Friends of Distinction wurde von Harry Elston und Floyd Butler gegründet. Neben Cleaves gehörten außerdem Barbara Jean Love und Charlene Gibson, die Love während ihrer Schwangerschaft vertrat, zur Band.
In den 1970er Jahren trat Cleaves auch mit Earth, Wind and Fire auf, sowie später mit George Clinton und Parliament-Funkadelic.
Cleaves' Patensohn, der Filmemacher Armand Araujo, plante 2013 die Verfilmung ihrer Lebensgeschichte unter dem Titel Jessica Cleaves, My Friends of Distinction.

## Diskografie (Auswahl)
mit The Friends of Distinction:
- 1969: Grazin, RCA Victor
- 1969: Highly Distinct, RCA Victor
- 1970: Real Friends, RCA Victor

mit Earth, Wind and Fire:
- 1972: Last Days And Time, Columbia Records
- 1973: Head To The Sky, Columbia Records

mit Funkadelic/Parliament (Backgroundgesang):
- 1976: Tales Of Kidd Funkadelic, Westbound Records
- 1979: Uncle Jam Wants You, Warner Bros. Records
- 1979: GloryHallaStoopid (Pin The Tale On The Funky), Casablanca Records
- 1980: Trombipulation, Casablanca Records
- 1981: The Electric Spanking Of War Babies, Warner Bros. Records

mit George Clinton:
- 1989: George Clinton Presents Our Gang Funky, MCA Records
- 1992/3: George Clinton And Family Part 1-4, Essential